# Oláh Tibor (színművész)
Oláh Tibor (1962. február 13. –) magyar színész.

## Életpályája
1962-ben született. A pécsi Művészeti Szakközépiskola tánctagozatán végzett. 1983-1996 között a Rock Színház színésze volt, majd 1996-tól a Budapesti Operettszínház tagja.

## Színházi szerepei

### Budapesti Operettszínház
- Mária főhadnagy (Kocsmáros)
- Monte Cristo grófja (Napoleon)
- Hegedűs a háztetőn (Avram)
- Nyakfelmetsző (Thobias)
- Mágnás Miska (Pixi gróf)
- Rémségek kicsiny boltja (Seymour)
- Dorian Gray (Jim)
- A muzsika hangja (Rolf)
- Van aki forrón szereti (Boy)
- Hotel Menthol (Teddy Boy)
- Kánkán (Hercule)
- Menyasszonytánc (Sanyika)
- Párizsi élet (Prosper)
- A Szépség és a Szörnyeteg (Lefou)
- A víg özvegy (Prisics)
- Mosolyországa (Fu Le)
- Hello, Dolly (Barnaby Tucker)
- Bál a Savoyban (Celesten)
- Luxemburg Grófja (Lord Winchester)
- Szentivánéji álom ( Dudás)
- Bajadér (titkár)
- Az egy éj Velencében
- Viktória
- A Doktor Úr